# The Collector (1965)
The Collector (bra: O Colecionador) é um filme de suspense anglo-americano de 1965, dirigido por William Wyler  e estrelado por Terence Stamp e Samantha Eggar. Seu enredo envolve um jovem inglês que persegue uma bela estudante de arte antes de sequestrá-la e mantê-la em cativeiro no porão de sua fazenda rural. É baseado no romance homônimo de 1963 de John Fowles, com o roteiro adaptado por Stanley Mann e John Kohn.
The Collector estreou no Festival de Cinema de Cannes em maio de 1965, onde Stamp e Eggar ganharam os prêmios de Melhor Ator e Melhor Atriz, respectivamente. Depois do seu lançamento em junho de 1965, o filme recebeu críticas amplamente favoráveis. Eggar ganhou um Globo de Ouro de melhor atriz em filme dramático por seu desempenho, e também foi indicada ao Oscar de Melhor Atriz Coadjuvante, enquanto Wyler recebeu uma indicação para Melhor Diretor.[carece de fontes?]

## Sinopse
Frederick Clegg é um homem tímido que trabalha como balconista em uma prefeitura. Os amigos o ridicularizam, principalmente pelo seu hábito de colecionar borboletas. Quando o destino resolve torná-lo ganhador da loteria, ele passa a planejar o sequestro da jovem Miranda, uma bela estudante de arte.
Ele estuda todos os lugares por onde ela passa e então prepara uma armadilha. Usando clorofórmio, ele a sequestra e mantém prisioneira em um grande casarão, comprado com sua nova fortuna.
A partir daí, há um duelo psicológico entre prisioneira e carcereiro. Miranda é dominadora em tudo na relação com Freddie, excetuando-se o fato de estar como sua prisioneira.
Sem saída, Miranda finalmente resolve se entregar ao amor de Freddie, mas, para seu desespero, ele a repele sob a alegação de que seu amor não é carnal.[carece de fontes?]

## Elenco
- Terence Stamp.... Freddie Clegg
- Samantha Eggar.... Miranda Grey
- Mona Washbourne.... tia Annie
- Maurice Dallimore.... vizinho
- Allyson Ames.... primeira vítima
- William Bickley.... Crutchley
- Gordon Barclay.... balconista
- David Haviland.... balconista

## Principais prêmios e indicações
Samantha Eggar ganhou o Globo de Ouro de 1966 na categoria de melhor atriz dramática.